# Extramuros (pel·lícula)
Extramuros és una pel·lícula espanyola dirigida per Miguel Picazo en 1985, basada en la novel·la homònima de Jesús Fernández Santos. Es va rodar al convent de San Pedro de Dueñas (Segòvia) amb un pressupost de 117 milions de pessetes.

## Argument
Ambientada en la Castella del segle xvi, durant el regnat de Felip II d'Espanya, l'obra se centra en les peripècies d'un grup de monges residents en un convent a punt de ser clausurat que es debaten entre la indigència i la fam. Una d'elles, Sor Ángela (Mercedes Sampietro), creu haver trobat la solució per a evitar el tancament: fingeix reproduir les nafres de Jesucrist. Gent de tota condició acudeixen al convent per a ser sanades per la Santa.

## Repartiment
- Carmen Maura
- Mercedes Sampietro
- Aurora Bautista
- Assumpta Serna
- Amparo Valle
- Cándida Losada
- Antonio Ferrandis
- Manuel Alexandre
- Conrado San Martín
- Fernando Cebrián
- Félix Dafauce
- Marta Fernández Muro
- Diana Peñalver
- María Elena Flores
- Lola Lemos
- Valentín Paredes
- Luisa Sala
- Carlos Marchi

## Premis
Carmen Maura i Mercè Sampietro foren candidates al Fotogramas de Plata 1985 com a millor actriu de cinema. Mercè Sampietro va obtenir el Premi Sant Sebastià a la millor interpretació femenina en la 33na edició del Festival Internacional de Cinema de Sant Sebastià.